# Forte de São Brás de Vila do Porto

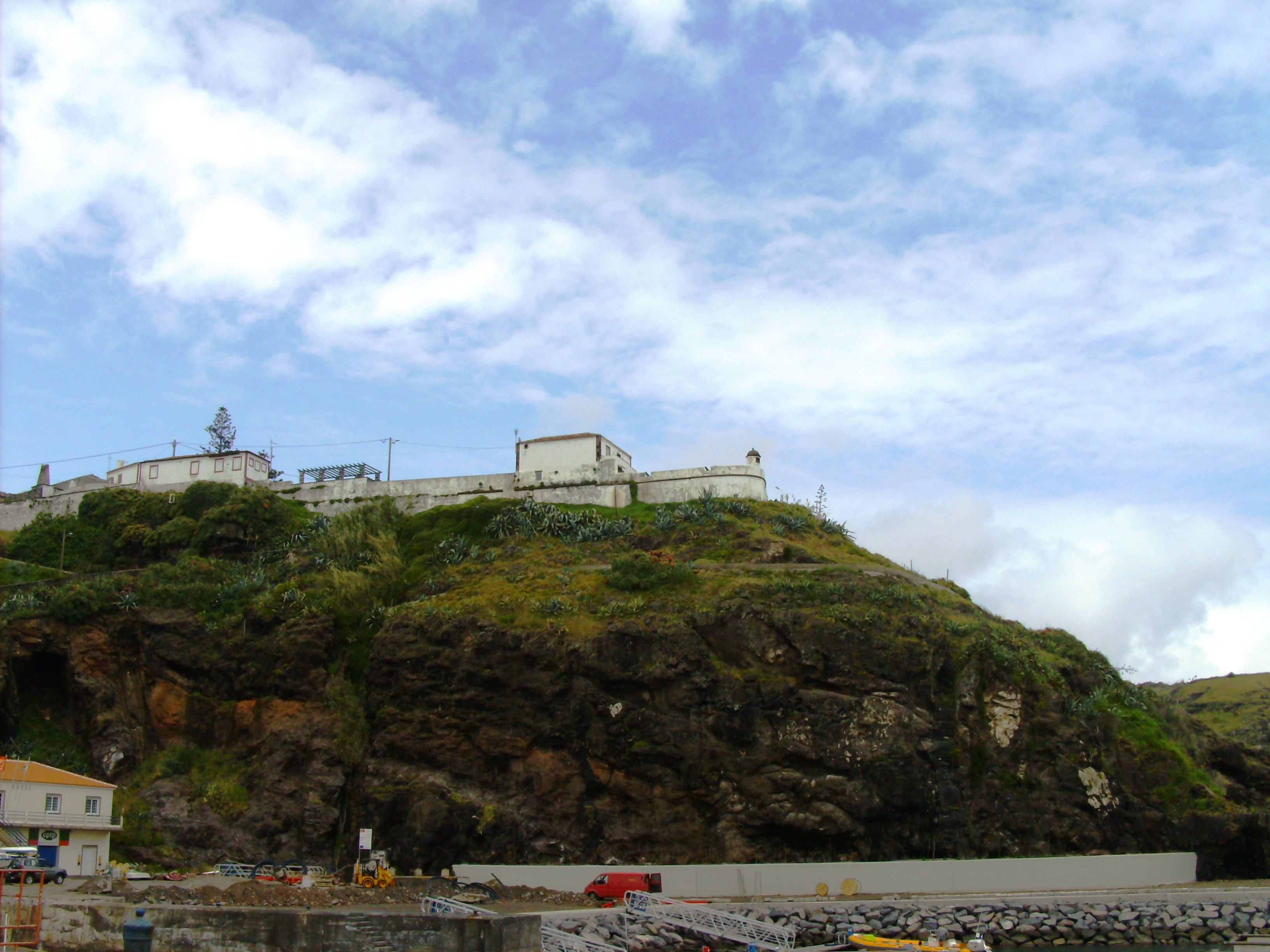
Forte de São Brás de Vila do Porto.

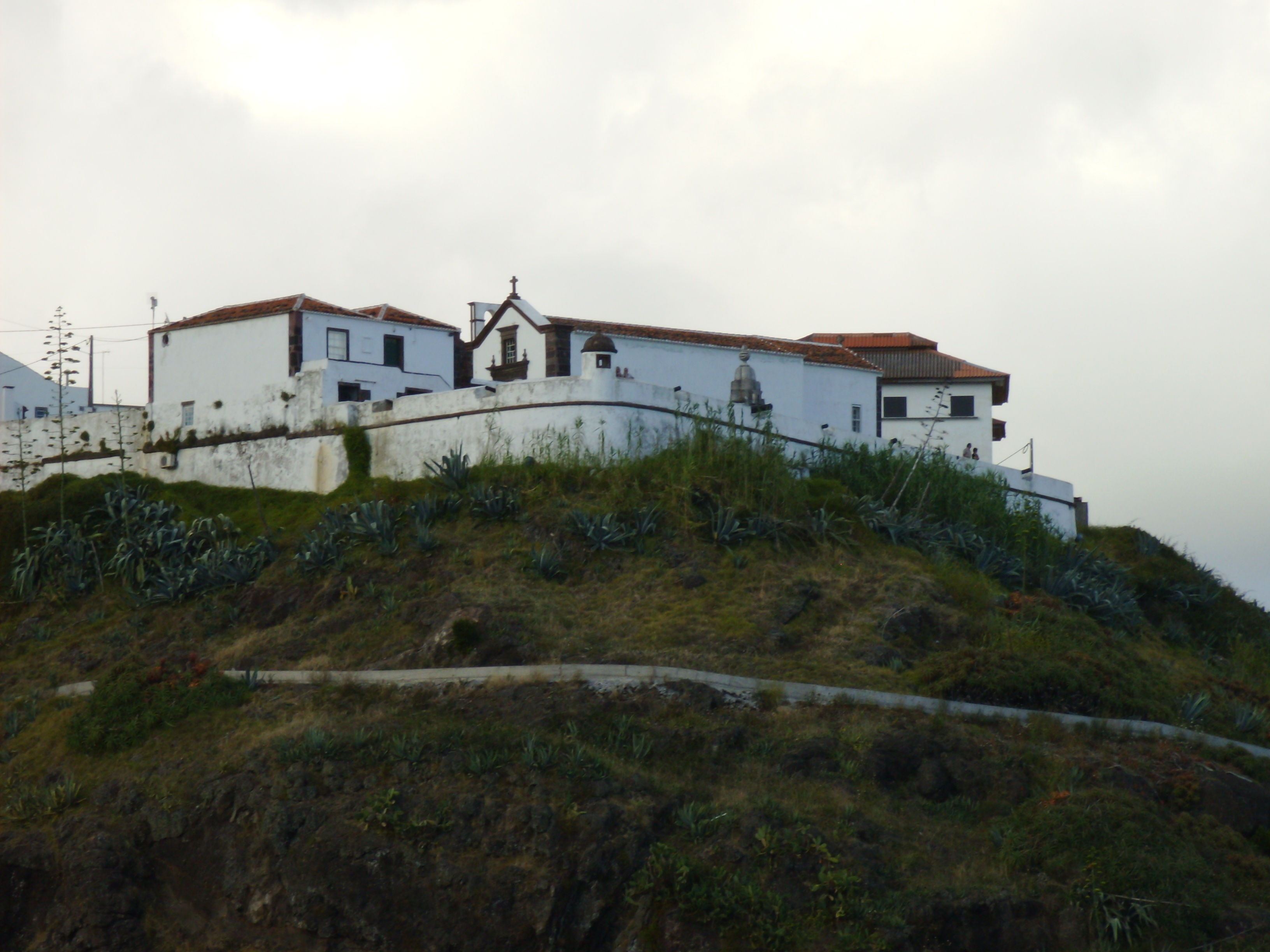
Forte de São Brás de Vila do Porto.

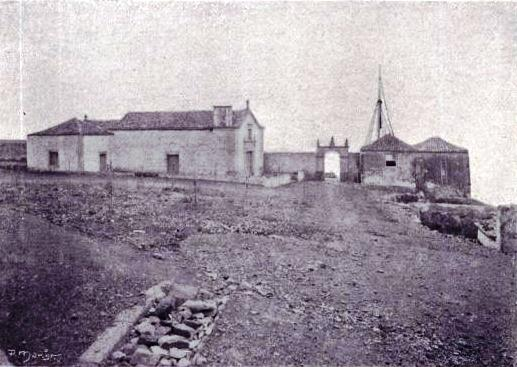
"Egreja de Nossa Senhora da Conceição da Rocha e Casa do Castello" (Álbum Açoriano, 1903).

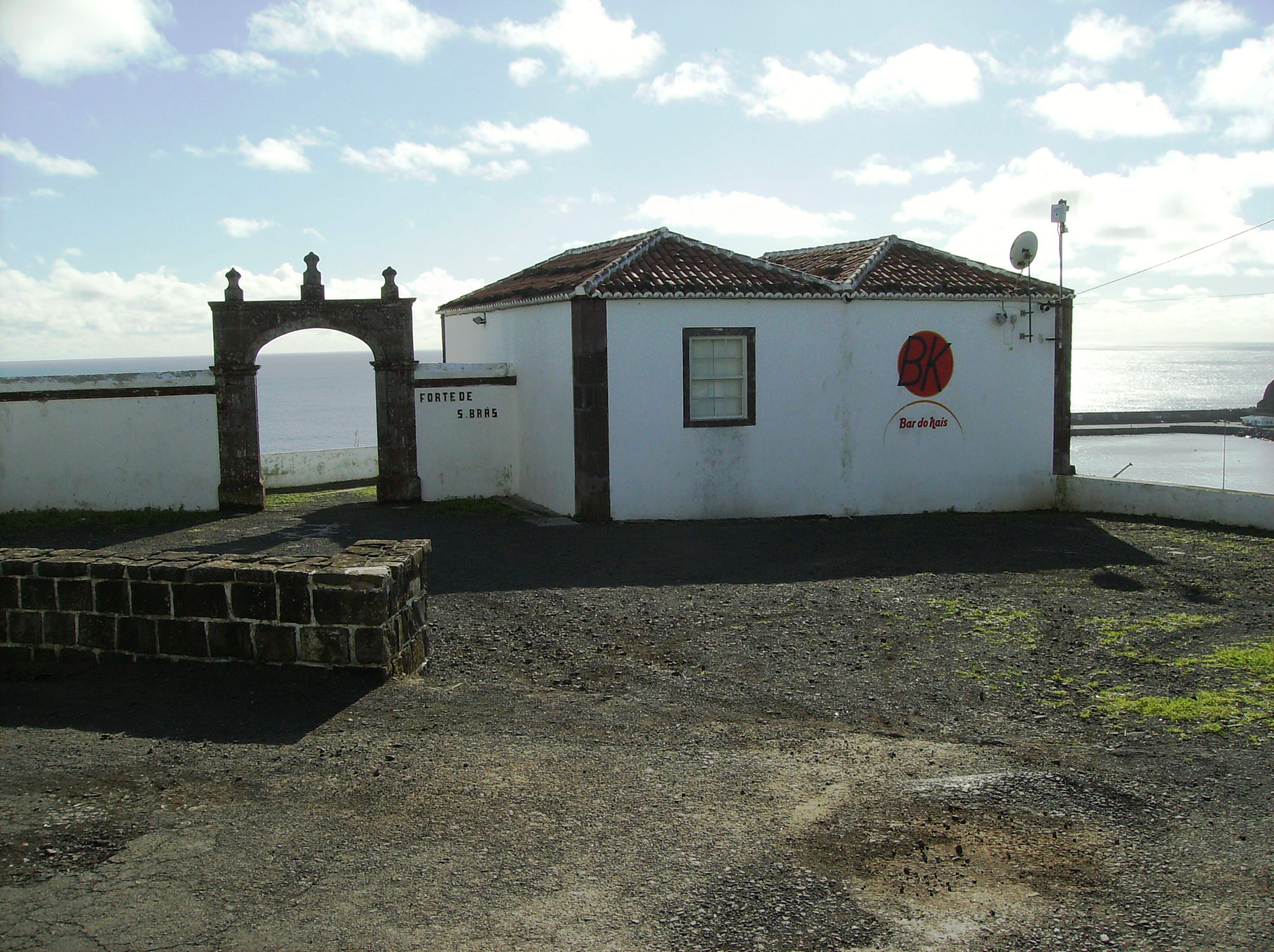
Forte de São Brás de Vila do Porto: Portão de Armas.

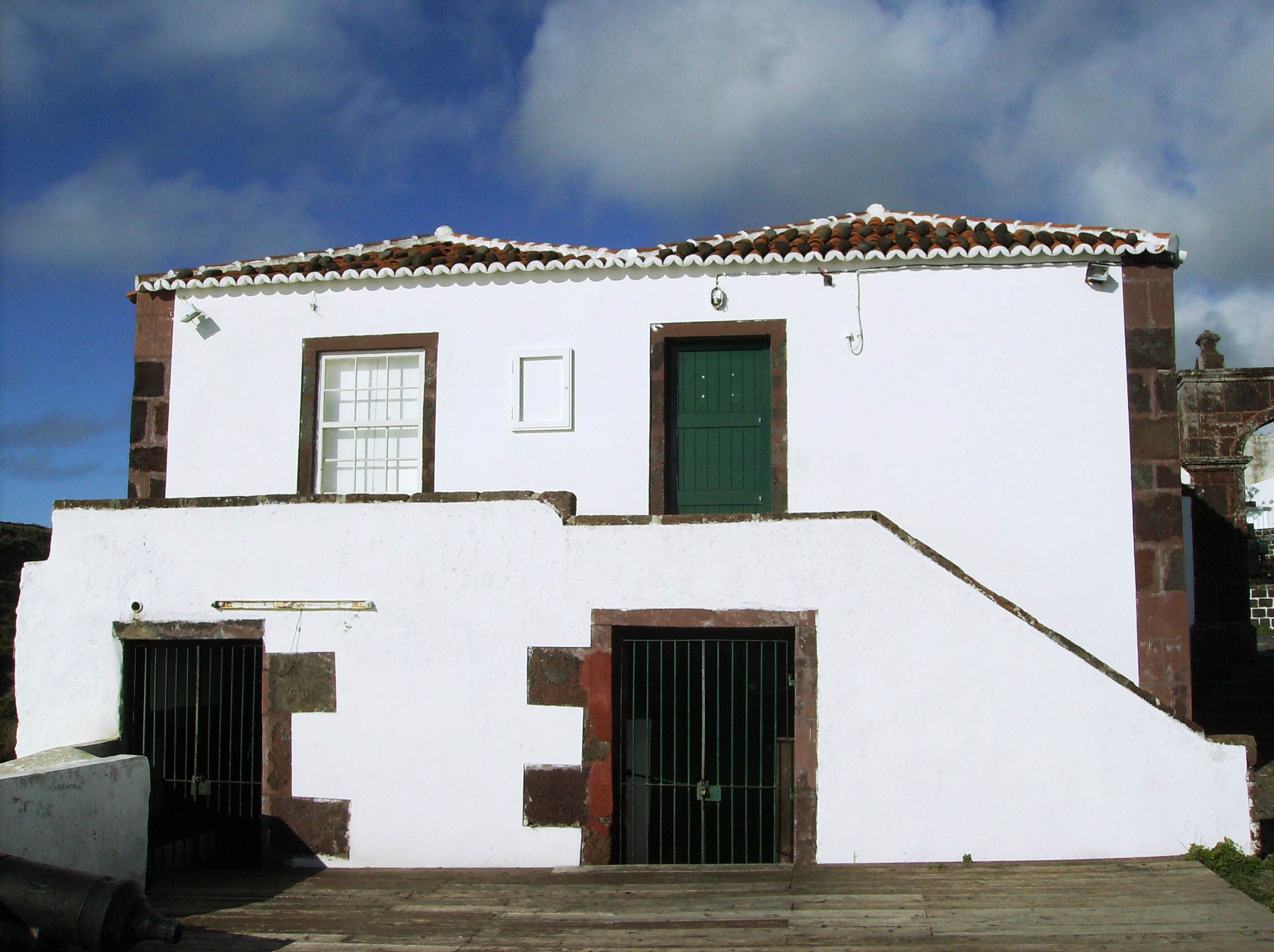
Forte de São Brás de Vila do Porto: Casa do Comando e Quartel da Tropa.

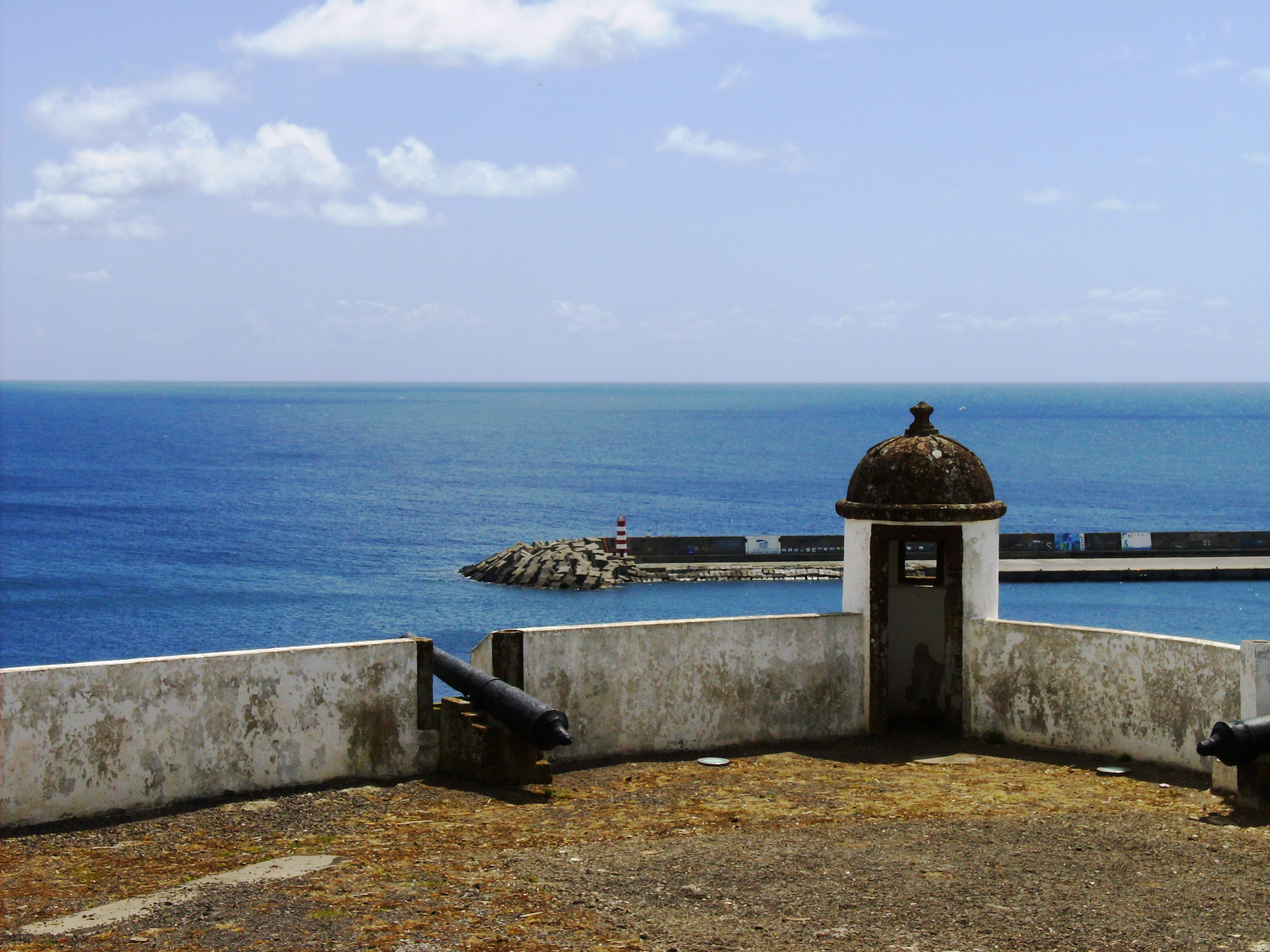
Forte de São Brás de Vila do Porto: guarita.

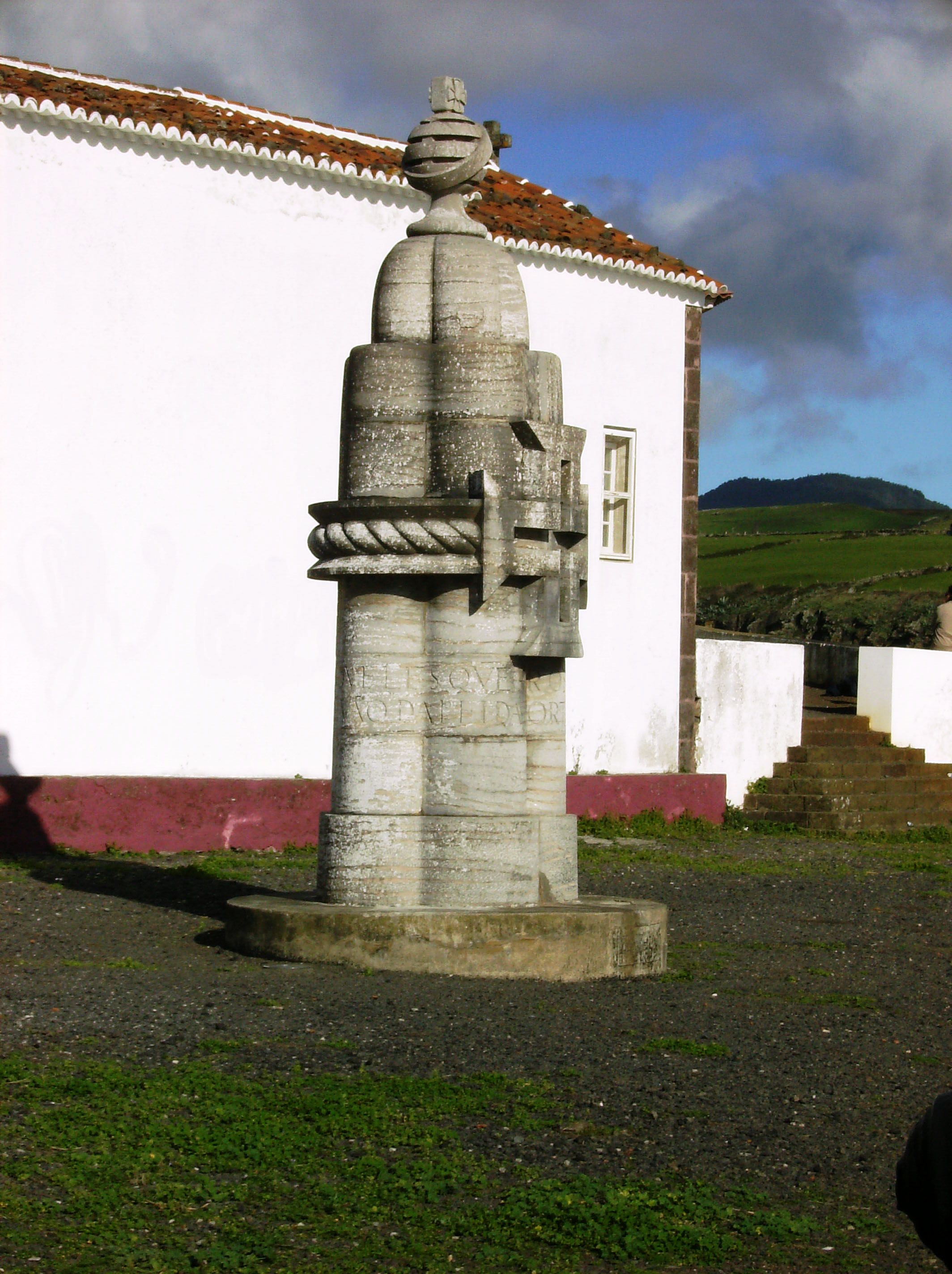
Forte de São Brás de Vila do Porto: monumento em homenagem aos heróis do NRP Augusto de Castilho.

O Forte de São Brás de Vila do Porto, também referido como Castelo de São Brás, localiza-se na freguesia da Vila do Porto, concelho de mesmo nome, a sudeste na ilha de Santa Maria, nos Açores.
Em posição dominante no sítio do Cimo da Rocha, junto à Ermida de Nossa Senhora da Conceição, tinha a função de defesa deste ancoradouro contra os ataques de piratas e corsários, outrora frequentes nesta região do oceano Atlântico. Cooperava com o Forte do Porto.

## História
Santa Maria, mesmo relativamente afastada das rotas das naus que retornavam das Índias e do Brasil, foi por diversas vezes atacada por corsários (Franceses em 1576, Ingleses em 1589 e piratas da Barbária em 1616 e 1675) em busca de suprimentos, e que aproveitavam as incursões para saquear e destruir solares, conventos, igrejas e ermidas, e capturar prisioneiros, escravizados ou, posteriormente, resgatados a bom preço.
A análise da obra do cronista seiscentista Gaspar Frutuoso, que descreveu as coisas mais notáveis da ilha e relatou as diferentes incursões de corsários até então, não mostra qualquer referência a esta fortificação, o que pode indicar que a mesma ainda não existisse por volta de 1586-1590.
Desse modo, acredita-se que a sua primitiva construção remonte ao início do século XVII, ou mesmo à segunda metade do mesmo século, quando o Capitão-mor João Falcão de Sousa, 10º capitão do donatário (1654-1657), exerceu o cargo de Superintendente das Obras de Fortificação da ilha.
No contexto da Guerra da Sucessão Espanhola (1702-1714) encontra-se referido como "A Fortaleza de Nossa Senhora da Conceição, na Villa sobre o Porto." na relação "Fortificações nos Açores existentes em 1710".
Poucos anos mais tarde, o padre António Cordeiro, descreve as defesas da ilha:
"A defeza desta Villa, & de toda a Ilha, era de antes pouca, sendo que tem huma legoa de pòstos [portos] por onde podia ser entrada, & o foy então tres vezes, de Mouros, Inglezes, & Franceses; mas depois se lhe fizerão no Castello da praya dous Fortes com quatorze peças, & adiante hum Forte com algumas; na Villa dous Fortes com sua artelharia; o que tudo não só manda o Governador, & Capitão Donatario, [...] mas immediatamente hum Capitão de artelharia com trinta Artilheiros, além do Capitão mor, officiaes, & gente da ordenança; que quando pelas mais partes da Ilha, he por natureza inconquistavel, havendo alguem que das rochas só com pedras a defenda."
FIGUEIREDO (1960) assim refere o local e a sua fortificação em 1815: "Castello de S. Bras na Villa no meio do porto com catorze peças, sendo as duas melhores da casa do Capitão Mor Francisco Barbosa de Sousa Coutinho, e as do Castello por estarem já corrutas são de pouco trabalho."
SOUSA (1995), em 1822, refere: "(...) O castelo de Santa Luzia ao pé da vila sobre a ladeira a meio da baía, é a sua principal defesa. (...)".
A "Relação" do marechal de campo Barão de Bastos em 1862 informa que "Tem um quartel alto, cozinha e paiol", mas que se encontra "Em soffrivel estado".
Desaparecido, em meados do século XX existia um miradouro no local. Posteriormente o forte foi reconstruído e reinaugurado em 11 de dezembro de 1966.
As dependências da "antiga Casa da Guarda" foram utilizadas como primeira sede social do Clube Naval de Santa Maria conforme protocolo de cessão, a título de empréstimo por 4 anos, celebrado com a Câmara Municipal de Vila do Porto em 27 de maio de 1990.
Está incluído na Zona Classificada de Vila do Porto, conjunto classificado no grau de Imóvel de Interesse Público, pelo Decreto Legislativo Regional nº 22/92/A, de 21 de Outubro de 1992.
Em bom estado de conservação, atualmente utilizado como espaço público e mirante, o imóvel encontra-se cedido pela Câmara Municipal de Vila do Porto ao Clube Motard de Santa Maria, através de um Contrato de Comodato, a título gratuito, pelo prazo de 10 anos.
Em 2012 foram promovidas obras de requalificação por iniciativa da Câmara Municipal, tendo o terrapleno e a área exterior recebido novo pavimento, em paralelepípedos.

## Características
O forte é constituído por um pequeno baluarte de planta trapezoidal com uma guarita circular implantada no vértice mais agudo, encimada por cúpula semi-esférica em cantaria rematada por um pináculo.
O recinto definido pelo baluarte é limitado na parte posterior por um edifício de dois pisos, pela fachada lateral da Ermida da Conceição da Rocha e pelo muro que os une. No muro rasga-se um portal em cantaria, com o vão rematado em arco abatido assente em impostas, encimado por três pináculos.
O edifício da Casa do Comando e Quartel de Tropa, de planta quadrangular, em dois pavimentos, é construído em alvenaria de pedra rebocada e caiada com excepção dos cunhais, das molduras dos vãos e do remate superior do balcão, que são em cantaria. As janelas são de guilhotina de duas folhas. Está coberto por dois telhados paralelos, de quatro águas, em telha de meia-cana tradicional, rematados por beiral simples. O acesso faz-se por escada e balcão adossados à fachada principal, havendo na face do balcão duas portas para acesso ao piso térreo.
O forte conserva nove das antigas peças de artilharia e, no centro do terrapleno, destaca-se um padrão de cantaria em homenagem aos tripulantes do Caça-Minas Augusto de Castilho, cujo primeiro grupo de sobreviventes em um salva-vidas, aportou à ilha em 16 de Outubro de 1918. Este padrão, cuja autoria do projecto é atribuída ao arquitecto Raul Lino, foi inaugurado em 4 de Outubro de 1929. Em sua base encontra-se inscrita a data do feito - "14-10-1918" - e, nos fustes, o verso: "E AQVELES QVE POR OBRAS VALEROSAS / SE VÃO DA LEI DA MORTE LIBERTANDO" (Luís Vaz de Camões. Os Lusíadas. Canto I, estância 2).